# Vela nos Jogos Olímpicos de Verão de 1924 - 6 Metre
As provas da classe 6 Metre da vela nos Jogos Olímpicos de Verão de 1924 ocorreram entre 21 e 26 de julho daquele ano em Le Havre, na França. O programa compunha cinco regatas. Para esta classe, houve 27 velejadores, em 9 barcos, de 9 nações inscritas.

## Calendário
| ● | Competições desportivas | ● | Finais |

| Data                      | Julho    | Julho    | Julho    | Julho           | Julho    | Julho    |
| Data                      | 21 Seg   | 22 Ter   | 23 Qua   | 24 Qui          | 25 Sex   | 26 Sáb   |
| Data                      | Le Havre | Le Havre | Le Havre | Le Havre        | Le Havre | Le Havre |
| ------------------------- | -------- | -------- | -------- | --------------- | -------- | -------- |
| 6 Metre                   | M1       | M2       | M3       | Dia de descanso | SF1      | SF2      |
| Total de medalhas de ouro |          |          |          |                 |          | 1        |

## Configuração do curso
O percurso na figura a seguir foi usado durante as regatas olímpicas de 8 Metre de 1924 em todas as regatas:

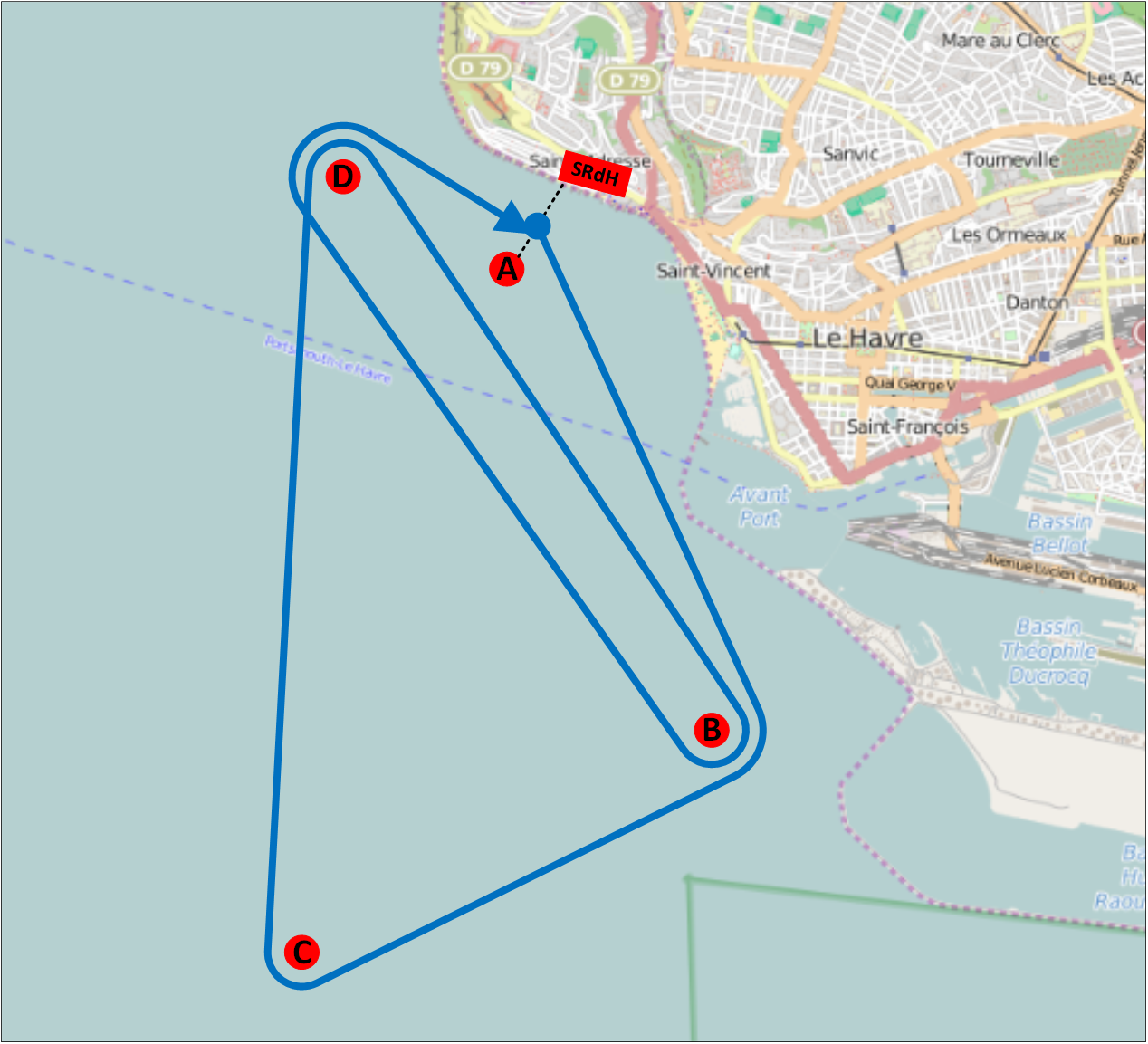
Área do curso

## Medalhistas
O trio norueguês Anders Lundgren, Christopher Dahl e Eugen Lunde finalizou a competição em primeiro lugar, conquistando a medalha de ouro. A prata firmou-se com os dinamarqueses Vilhelm Vett, Knud Degn e Christian Nielsen. Por fim, a medalha de bronze ficou com a equipe neerlandesa Johan Carp, Anthonij Guépin e Jan Vreede.
|  | NOR Noruega                                  |  | DEN Dinamarca                            |  | NED Países Baixos                     |
|  | Anders Lundgren Christopher Dahl Eugen Lunde |  | Vilhelm Vett Knud Degn Christian Nielsen |  | Johan Carp Anthonij Guépin Jan Vreede |

## Resultados
Estes foram os resultados da competição:
| Pos.              | País              | Timoneiro(a)    | Tripulante(s)                | Regata 1 | Regata 1 | Regata 2 | Regata 2 | Regata 3 | Regata 3 | Regata 4 | Regata 4 | Regata 5 | Regata 5 | Total |
| Pos.              | País              | Timoneiro(a)    | Tripulante(s)                | Pos.     | Pts.     | Pos.     | Pts.     | Pos.     | Pts.     | Pos.     | Pts.     | Pos.     | Pts.     | Total |
| Medalha de ouro   | NOR Noruega       | Anders Lundgren | Christopher Dahl Eugen Lunde | 3        | —        | 1        | Q        | 1        | Q        | 1        | 1.0      | 1        | 1.0      | 2.0   |
| Medalha de prata  | DEN Dinamarca     | Vilhelm Vett    | Knud Degn Christian Nielsen  | 1        | Q        | 2        | Q        | RET      | —        | 3        | 3.0      | 2        | 2.0      | 5.0   |
| Medalha de bronze | NED Países Baixos | Johan Carp      | Anthonij Guépin Jan Vreede   | 2        | Q        | RET      | —        | 2        | Q        | 2        | 2.0      | 3        | 3.0      | 5.0   |
| 4                 | SWE Suécia        | Nils Rinman     | Magnus Hellström Olle Rinman | 4        | 4.0      | 4        | 4.0      | 4        | 4.0      | —        | —        | —        | —        | 12.0  |
| 5                 | BEL Bélgica       | Léon Huybrechts | John Klotz Léopold Standaert | 6        | 6.0      | 7        | 7.0      | 3        | 3.0      | —        | —        | —        | —        | 16.0  |
| 6                 | FRA França        | Edmond Moussié  | Guy Herpin Honoré Louit      | 8        | 8.0      | 3        | 3.0      | 5        | 5.0      | —        | —        | —        | —        | —     |

Legenda
| Recorde mundial      | Recorde mundial (World record)               |                       | Recorde africano                      | Recorde africano (African) |                                           | Q | Classificado por posição (Qualified) |
| Recorde olímpico     | Recorde olímpico (Olympic record)            | Recorde da América    | Recorde da América (Americas)         | q                          | Classificado por melhor tempo (Qualified) |   |                                      |
| Melhor marca do ano  | Melhor marca do ano (World leading)          | Recorde asiático      | Recorde asiático (Asian)              | DNS                        | Não largou (Did not start)                |   |                                      |
| Recorde nacional     | Recorde nacional (National record)           | Recorde europeu       | Recorde europeu (European)            | DNF                        | Não terminou (Did not finish)             |   |                                      |
| Recorde pessoal      | Recorde pessoal do atleta (Personal best)    | Recorde da Oceania    | Recorde da Oceania (Oceania)          | DSQ / DQ                   | Desclassificado (Disqualified)            |   |                                      |
| Recorde da temporada | Recorde da temporada do atleta (Season best) | Recorde sul-americano | Recorde sul-americano (South America) | NM                         | Sem marca (No mark)                       |   |                                      |

### Classificação diária

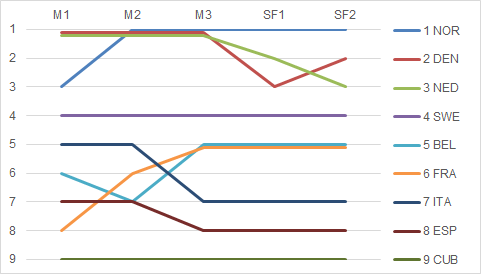
Gráfico mostrando a classificação diária na classe.

### Vela
| M   | Regata da Medalha da qual só participam os dez primeiros colocados das regatas anteriores  |  |  | CAN | Regata cancelada |
| BFD | Desclassificado por bandeira preta (Black Flag Disqualified)                               |  |  |     |                  |
| UFD | Desclassificado por bandeira "U" (U Flag Disqualified)                                     |  |  |     |                  |
| OCS | Largada queimada (On the Course Side of the starting line)                                 |  |  |     |                  |
| DNE | Desclassificação sem eliminação (infração a um item do regulamento da prova – Did Not End) |  |  |     |                  |